# Кулагіно
Кула́гіно (рос. Кулагино) — село у складі Новосергієвського району Оренбурзької області, Росія.

## Населення
Населення — 1142 особи (2010; 1191 у 2002).
Національний склад (станом на 2002 рік):
- росіяни — 94 %